# Danh sách tiểu hành tinh: 27001–27100
| Tên                | Tên đầu tiên | Ngày phát hiện       | Nơi phát hiện                      | Người phát hiện                                  |
| ------------------ | ------------ | -------------------- | ---------------------------------- | ------------------------------------------------ |
| 27001 -            | 1998 DC6     | 22 tháng 2 năm 1998  | Haleakala                          | NEAT                                             |
| 27002 -            | 1998 DV9     | 23 tháng 2 năm 1998  | Mauna Kea                          | D. J. Tholen, R. J. Whiteley                     |
| 27003 Katoizumi    | 1998 DB13    | 21 tháng 2 năm 1998  | Kuma Kogen                         | A. Nakamura                                      |
| 27004 -            | 1998 DP23    | 27 tháng 2 năm 1998  | Caussols                           | ODAS                                             |
| 27005 -            | 1998 DR35    | 27 tháng 2 năm 1998  | Cima Ekar                          | G. Forti, M. Tombelli                            |
| 27006              | 1998 EX7     | 2 tháng 3 năm 1998   | Xinglong                           | Chương trình tiểu hành tinh Bắc Kinh Schmidt CCD |
| 27007 -            | 1998 FQ1     | 21 tháng 3 năm 1998  | Kitt Peak                          | Spacewatch                                       |
| 27008 -            | 1998 FW2     | 20 tháng 3 năm 1998  | USNO Flagstaff                     | C. B. Luginbuhl                                  |
| 27009 -            | 1998 FB11    | 25 tháng 3 năm 1998  | Caussols                           | ODAS                                             |
| 27010 -            | 1998 FR13    | 26 tháng 3 năm 1998  | Haleakala                          | NEAT                                             |
| 27011 -            | 1998 FU22    | 20 tháng 3 năm 1998  | Socorro                            | LINEAR                                           |
| 27012 -            | 1998 FZ46    | 20 tháng 3 năm 1998  | Socorro                            | LINEAR                                           |
| 27013 -            | 1998 FU60    | 20 tháng 3 năm 1998  | Socorro                            | LINEAR                                           |
| 27014 -            | 1998 FP106   | 31 tháng 3 năm 1998  | Socorro                            | LINEAR                                           |
| 27015 -            | 1998 HS135   | 19 tháng 4 năm 1998  | Socorro                            | LINEAR                                           |
| 27016 -            | 1998 HK143   | 21 tháng 4 năm 1998  | Socorro                            | LINEAR                                           |
| 27017 -            | 1998 JX      | 1 tháng 5 năm 1998   | Haleakala                          | NEAT                                             |
| 27018 -            | 1998 KQ52    | 23 tháng 5 năm 1998  | Socorro                            | LINEAR                                           |
| 27019 -            | 1998 MN33    | 24 tháng 6 năm 1998  | Socorro                            | LINEAR                                           |
| 27020 -            | 1998 OQ10    | 26 tháng 7 năm 1998  | La Silla                           | E. W. Elst                                       |
| 27021 -            | 1998 OQ14    | 26 tháng 7 năm 1998  | La Silla                           | E. W. Elst                                       |
| 27022 -            | 1998 QA44    | 17 tháng 8 năm 1998  | Socorro                            | LINEAR                                           |
| 27023 -            | 1998 QE54    | 20 tháng 8 năm 1998  | Anderson Mesa                      | LONEOS                                           |
| 27024 -            | 1998 QL57    | 30 tháng 8 năm 1998  | Kitt Peak                          | Spacewatch                                       |
| 27025 -            | 1998 QY77    | 24 tháng 8 năm 1998  | Socorro                            | LINEAR                                           |
| 27026 -            | 1998 QG86    | 24 tháng 8 năm 1998  | Socorro                            | LINEAR                                           |
| 27027 -            | 1998 QA98    | 28 tháng 8 năm 1998  | Socorro                            | LINEAR                                           |
| 27028 -            | 1998 QS98    | 28 tháng 8 năm 1998  | Socorro                            | LINEAR                                           |
| 27029 -            | 1998 QP105   | 25 tháng 8 năm 1998  | La Silla                           | E. W. Elst                                       |
| 27030 -            | 1998 QW105   | 25 tháng 8 năm 1998  | La Silla                           | E. W. Elst                                       |
| 27031 -            | 1998 RO4     | 14 tháng 9 năm 1998  | Socorro                            | LINEAR                                           |
| 27032 -            | 1998 RQ5     | 15 tháng 9 năm 1998  | Anderson Mesa                      | LONEOS                                           |
| 27033 -            | 1998 RN33    | 14 tháng 9 năm 1998  | Socorro                            | LINEAR                                           |
| 27034 -            | 1998 RL34    | 14 tháng 9 năm 1998  | Socorro                            | LINEAR                                           |
| 27035 -            | 1998 RM34    | 14 tháng 9 năm 1998  | Socorro                            | LINEAR                                           |
| 27036 -            | 1998 RZ54    | 14 tháng 9 năm 1998  | Socorro                            | LINEAR                                           |
| 27037 -            | 1998 RB55    | 14 tháng 9 năm 1998  | Socorro                            | LINEAR                                           |
| 27038 -            | 1998 RZ57    | 14 tháng 9 năm 1998  | Socorro                            | LINEAR                                           |
| 27039 -            | 1998 RU61    | 14 tháng 9 năm 1998  | Socorro                            | LINEAR                                           |
| 27040 -            | 1998 RD62    | 14 tháng 9 năm 1998  | Socorro                            | LINEAR                                           |
| 27041 -            | 1998 RN63    | 14 tháng 9 năm 1998  | Socorro                            | LINEAR                                           |
| 27042 -            | 1998 RD69    | 14 tháng 9 năm 1998  | Socorro                            | LINEAR                                           |
| 27043 -            | 1998 RS71    | 14 tháng 9 năm 1998  | Socorro                            | LINEAR                                           |
| 27044 -            | 1998 RP74    | 14 tháng 9 năm 1998  | Socorro                            | LINEAR                                           |
| 27045 -            | 1998 RY74    | 14 tháng 9 năm 1998  | Socorro                            | LINEAR                                           |
| 27046 -            | 1998 RP75    | 14 tháng 9 năm 1998  | Socorro                            | LINEAR                                           |
| 27047 Boisvert     | 1998 RA80    | 14 tháng 9 năm 1998  | Socorro                            | LINEAR                                           |
| 27048 Jangong      | 1998 RO80    | 14 tháng 9 năm 1998  | Socorro                            | LINEAR                                           |
| 27049 Kraus        | 1998 SB3     | 18 tháng 9 năm 1998  | Goodricke-Pigott                   | R. A. Tucker                                     |
| 27050 -            | 1998 SW4     | 17 tháng 9 năm 1998  | Anderson Mesa                      | LONEOS                                           |
| 27051 -            | 1998 SM5     | 16 tháng 9 năm 1998  | Kitt Peak                          | Spacewatch                                       |
| 27052 -            | 1998 SN13    | 21 tháng 9 năm 1998  | Caussols                           | ODAS                                             |
| 27053 -            | 1998 SU21    | 17 tháng 9 năm 1998  | Đài thiên văn Zvjezdarnica Višnjan | Đài thiên văn Zvjezdarnica Višnjan               |
| 27054 -            | 1998 SA25    | 18 tháng 9 năm 1998  | Anderson Mesa                      | LONEOS                                           |
| 27055 -            | 1998 SQ27    | 24 tháng 9 năm 1998  | Catalina                           | CSS                                              |
| 27056 Ginoloria    | 1998 SB28    | 16 tháng 9 năm 1998  | Prescott                           | P. G. Comba                                      |
| 27057 -            | 1998 SP33    | 16 tháng 9 năm 1998  | Socorro                            | LINEAR                                           |
| 27058 -            | 1998 SP37    | 21 tháng 9 năm 1998  | Kitt Peak                          | Spacewatch                                       |
| 27059 -            | 1998 SS37    | 21 tháng 9 năm 1998  | Kitt Peak                          | Spacewatch                                       |
| 27060 -            | 1998 SU37    | 21 tháng 9 năm 1998  | Kitt Peak                          | Spacewatch                                       |
| 27061 -            | 1998 SW53    | 16 tháng 9 năm 1998  | Anderson Mesa                      | LONEOS                                           |
| 27062 -            | 1998 SJ58    | 17 tháng 9 năm 1998  | Anderson Mesa                      | LONEOS                                           |
| 27063 -            | 1998 SY60    | 17 tháng 9 năm 1998  | Anderson Mesa                      | LONEOS                                           |
| 27064 -            | 1998 SY63    | 20 tháng 9 năm 1998  | La Silla                           | E. W. Elst                                       |
| 27065 -            | 1998 SJ64    | 20 tháng 9 năm 1998  | La Silla                           | E. W. Elst                                       |
| 27066 -            | 1998 SZ64    | 20 tháng 9 năm 1998  | La Silla                           | E. W. Elst                                       |
| 27067 -            | 1998 SS67    | 20 tháng 9 năm 1998  | La Silla                           | E. W. Elst                                       |
| 27068 -            | 1998 SU74    | 21 tháng 9 năm 1998  | La Silla                           | E. W. Elst                                       |
| 27069 -            | 1998 SK75    | 21 tháng 9 năm 1998  | La Silla                           | E. W. Elst                                       |
| 27070 -            | 1998 SA101   | 16 tháng 9 năm 1998  | Socorro                            | LINEAR                                           |
| 27071 Rangwala     | 1998 SA109   | 16 tháng 9 năm 1998  | Socorro                            | LINEAR                                           |
| 27072 Aggarwal     | 1998 SS117   | 16 tháng 9 năm 1998  | Socorro                            | LINEAR                                           |
| 27073 -            | 1998 SK132   | 16 tháng 9 năm 1998  | Socorro                            | LINEAR                                           |
| 27074 Etatolia     | 1998 SS132   | 16 tháng 9 năm 1998  | Socorro                            | LINEAR                                           |
| 27075 -            | 1998 SY143   | 18 tháng 9 năm 1998  | La Silla                           | E. W. Elst                                       |
| 27076 -            | 1998 ST146   | 20 tháng 9 năm 1998  | La Silla                           | E. W. Elst                                       |
| 27077 -            | 1998 TL2     | 13 tháng 10 năm 1998 | Caussols                           | ODAS                                             |
| 27078 -            | 1998 TC6     | 15 tháng 10 năm 1998 | Đài thiên văn Zvjezdarnica Višnjan | K. Korlević                                      |
| 27079 Vsetín       | 1998 TO6     | 15 tháng 10 năm 1998 | Ondřejov                           | P. Pravec                                        |
| 27080 -            | 1998 TH16    | 14 tháng 10 năm 1998 | Đài thiên văn Zvjezdarnica Višnjan | K. Korlević                                      |
| 27081 -            | 1998 TK16    | 15 tháng 10 năm 1998 | Višnjan Observatory                | K. Korlević                                      |
| 27082 -            | 1998 TT30    | 10 tháng 10 năm 1998 | Anderson Mesa                      | LONEOS                                           |
| 27083 -            | 1998 TG32    | 11 tháng 10 năm 1998 | Anderson Mesa                      | LONEOS                                           |
| 27084 -            | 1998 TD33    | 14 tháng 10 năm 1998 | Anderson Mesa                      | LONEOS                                           |
| 27085 -            | 1998 UA1     | 19 tháng 10 năm 1998 | Zeno                               | T. Stafford                                      |
| 27086 -            | 1998 UX6     | 20 tháng 10 năm 1998 | Farra d'Isonzo                     | Farra d'Isonzo                                   |
| 27087 Tillmannmohr | 1998 UA15    | 24 tháng 10 năm 1998 | Kleť                               | J. Tichá, M. Tichý                               |
| 27088 Valmez       | 1998 UC15    | 22 tháng 10 năm 1998 | Ondřejov                           | P. Pravec                                        |
| 27089 -            | 1998 UE15    | 23 tháng 10 năm 1998 | Đài thiên văn Zvjezdarnica Višnjan | K. Korlević                                      |
| 27090 -            | 1998 UP18    | 25 tháng 10 năm 1998 | Oizumi                             | T. Kobayashi                                     |
| 27091 Alisonbick   | 1998 UY21    | 28 tháng 10 năm 1998 | Socorro                            | LINEAR                                           |
| 27092 -            | 1998 UY22    | 30 tháng 10 năm 1998 | Đài thiên văn Zvjezdarnica Višnjan | K. Korlević                                      |
| 27093 -            | 1998 UB23    | 30 tháng 10 năm 1998 | Višnjan Observatory                | K. Korlević                                      |
| 27094 Salgari      | 1998 UC23    | 25 tháng 10 năm 1998 | Cima Ekar                          | U. Munari, F. Castellani                         |
| 27095 Girardiwanda | 1998 UE23    | 25 tháng 10 năm 1998 | Cima Ekar                          | U. Munari, F. Castellani                         |
| 27096 -            | 1998 UL24    | 18 tháng 10 năm 1998 | Anderson Mesa                      | LONEOS                                           |
| 27097 -            | 1998 UM26    | 18 tháng 10 năm 1998 | La Silla                           | E. W. Elst                                       |
| 27098 Bocarsly     | 1998 UC41    | 28 tháng 10 năm 1998 | Socorro                            | LINEAR                                           |
| 27099 Xiaoyucao    | 1998 UJ43    | 28 tháng 10 năm 1998 | Socorro                            | LINEAR                                           |
| 27100 -            | 1998 VV6     | 12 tháng 11 năm 1998 | Oizumi                             | T. Kobayashi                                     |